# 和倉温泉駅
和倉温泉駅（わくらおんせんえき）は、石川県七尾市石崎町にある、西日本旅客鉄道（JR西日本）・のと鉄道の駅である。

## 概要
能登地方の代表的な温泉である和倉温泉への最寄駅。2015年の有間川駅のえちごトキめき鉄道移管に伴い、JR西日本管内で最も北に位置する駅となり（2023年時点）、中日本のJR線の駅では最北端に位置する。また、同時に寝台特急「トワイライトエクスプレス」が廃止されたため、JR西日本の自社車両が定期運用で乗り入れる駅としても最北端となった。事務管コードは▲541820。JR西日本七尾鉄道部管理の無人駅。
1925年に鉄道省七尾線が延伸した際に「和倉駅」として開業した（1928年までは終点駅）。1980年に「和倉温泉駅」に改称され、1987年からJR西日本の駅となった。 国鉄時代は貨物の取り扱いもあり、当駅近隣にあるイソライト工業の貨物運送のため陶器車も常備車として在籍していた。同駅から約500mほど枝分かれしたイソライト工業への引込線も貨物取扱廃止時まで営業していて、専用のディーゼル入替機関車が工場と駅を往復していた。1991年に七尾線が当駅まで電化されるのと同時に、路線の北半分がのと鉄道に経営移管され、JR七尾線の終点駅は当駅、のと鉄道七尾線の起点駅は1駅南の七尾駅となり（当駅は国鉄・JRとしては63年ぶりに終点駅に戻ったことになる）、七尾駅 - 当駅間はJRとのと鉄道の共用区間となった。その際、普通列車は七尾駅を境に系統分離して金沢駅 - 七尾駅間はJR、七尾駅 - 穴水駅 - 輪島駅間はのと鉄道が運行することとし、共用区間ではJRは特急列車のみの運行となった。
したがって当駅には、金沢駅から七尾線に直通する当駅発着のJRの特急列車と、七尾駅を起点とするのと鉄道の普通列車のみが乗り入れている。かつては、大阪駅、名古屋駅、越後湯沢駅からJRの特急列車が乗り入れていたが、北陸新幹線開業により廃止され、金沢以遠への直通列車は消滅した。

## 歴史
- 1925年（大正14年）12月15日：鉄道省（のちの日本国有鉄道）七尾線の七尾駅 - 当駅間延伸により[13]、和倉駅（わくらえき）として開業[1][3][14]。一般駅[15]。
- 1928年（昭和3年）10月31日：七尾線が当駅から能登中島駅まで延伸し、途中駅となる[1]。
- 1947年（昭和22年）10月28日：石川県内に昭和天皇の戦後巡幸。金沢駅発、和倉駅着のお召し列車が運行[16]。
- 1976年（昭和51年）8月1日：貨物の取扱を廃止[15]。
- 1980年（昭和55年）
  - 7月1日：和倉温泉駅に改称[1][14][15]。
  - 7月7日：現駅舎が竣工[17]。
- 1983年（昭和58年）5月23日：石川県で開催された全国植樹祭に昭和天皇が行幸。和倉温泉駅発、小松駅着でお召し列車が運行[18]。
- 1987年（昭和62年）4月1日：国鉄分割民営化に伴い、西日本旅客鉄道（JR西日本）の駅となる[1][14][15]。
- 1989年（平成元年）4月1日：みどりの窓口営業開始[19]。
- 1991年（平成3年）9月1日：津幡駅から当駅まで直流電化[1][14]。非電化区間（当駅 - 輪島駅間）は西日本旅客鉄道からのと鉄道に移管[1]。両社の共同使用駅となる[20]。
- 2015年（平成27年）10月3日：当駅を発着する観光列車「花嫁のれん」の運行を開始[21][22][23][24]。
- 2016年（平成28年）5月22日：待合室内の「キオスク」が閉店。
- 2017年（平成29年）3月2日：改修工事終了[25][26]。
- 2021年（令和3年）
  - 3月12日：この日をもってみどりの窓口が営業を終了[27]。
  - 3月13日：津幡駅方面においてICカード「ICOCA」の利用が可能となる[28][29][30]。
  - 3月31日：旧みどりの窓口で行っていたのと鉄道の窓口業務を終了[27][注釈 4]。
- 2022年（令和4年）3月12日：無人駅となる[注釈 1][7][4][5][6][31]。みどりの券売機プラスを導入[7][4][5][6]。
- 2024年（令和6年）
  - 1月1日 - 能登半島地震の影響でホームの一部に亀裂が入る[32]。
  - 2月15日- 一部列車を除き、七尾～当駅間運転再開。ただし駅のトイレは使用不可のため、災害用仮設トイレの利用となる。[33]
  - 3月15日-北陸新幹線の金沢～敦賀間延伸開業に伴い、特急サンダーバード号の乗り入れが廃止[34]。

## 駅構造
相対式ホーム2面2線を持ち、列車交換が可能な地上駅。コンクリート2階建の駅舎を備える。1番のりば側に駅舎があり、2番のりばへは跨線橋で連絡している。
JR用の自動券売機、みどりの券売機プラス（えきねっとで予約したきっぷ受け取りが可能）が設置されている。のと鉄道の自動券売機は2022年の駅の無人化に伴い撤去されている。2021年3月13日から七尾・金沢方面のみJRの特急を利用する場合に限りICOCAなどの全国相互利用サービスに対応した交通系ICカードが利用可能となっている。ただし、当駅 - 七尾駅間をのと鉄道の列車では利用できない（七尾駅で乗り換えて徳田駅以遠にまたがってICOCAエリア内を乗車する場合を含む）。

### のりば
| のりば | 路線            | 方向 | 行先           | 備考                           |
| ------ | --------------- | ---- | -------------- | ------------------------------ |
| 1・2   | ■JR七尾線       | 上り | 七尾・金沢方面 | 「能登かがり火」「花嫁のれん」 |
| 1・2   | ■のと鉄道七尾線 | 上り | 七尾行き       | 普通 特急「のと里山里海号」    |
| 1・2   | ■のと鉄道七尾線 | 下り | 穴水方面       | 普通 特急「のと里山里海号」    |

付記事項
- のと鉄道の普通列車は基本的に上下線とも1番のりばに停車するが、1番のりばに特急列車が停車している間は2番のりばに停車する[36]。また、列車交換を行う場合は七尾行き（上り）が1番のりば、穴水方面（下り）が2番のりばに停車する。
- 入線メロディは七尾線内のほかの駅とは異なり、「和倉音頭」が使用されている[36]。

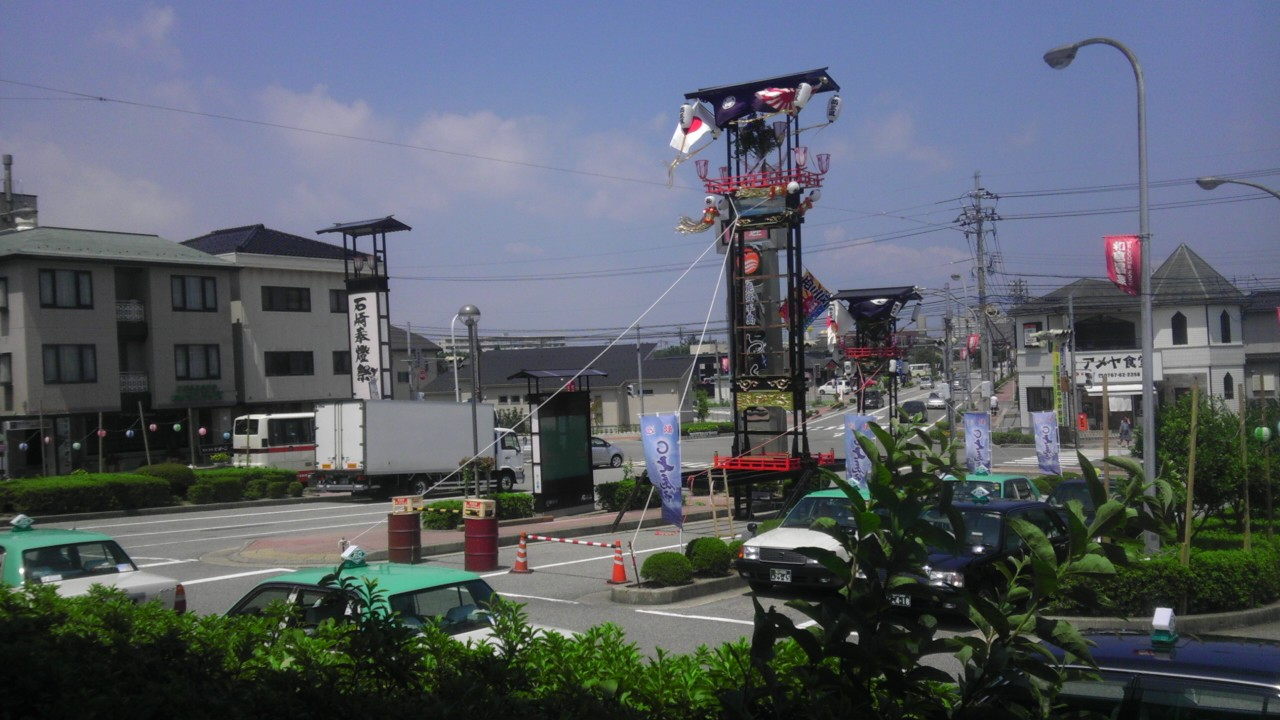
駅前（2012年8月）
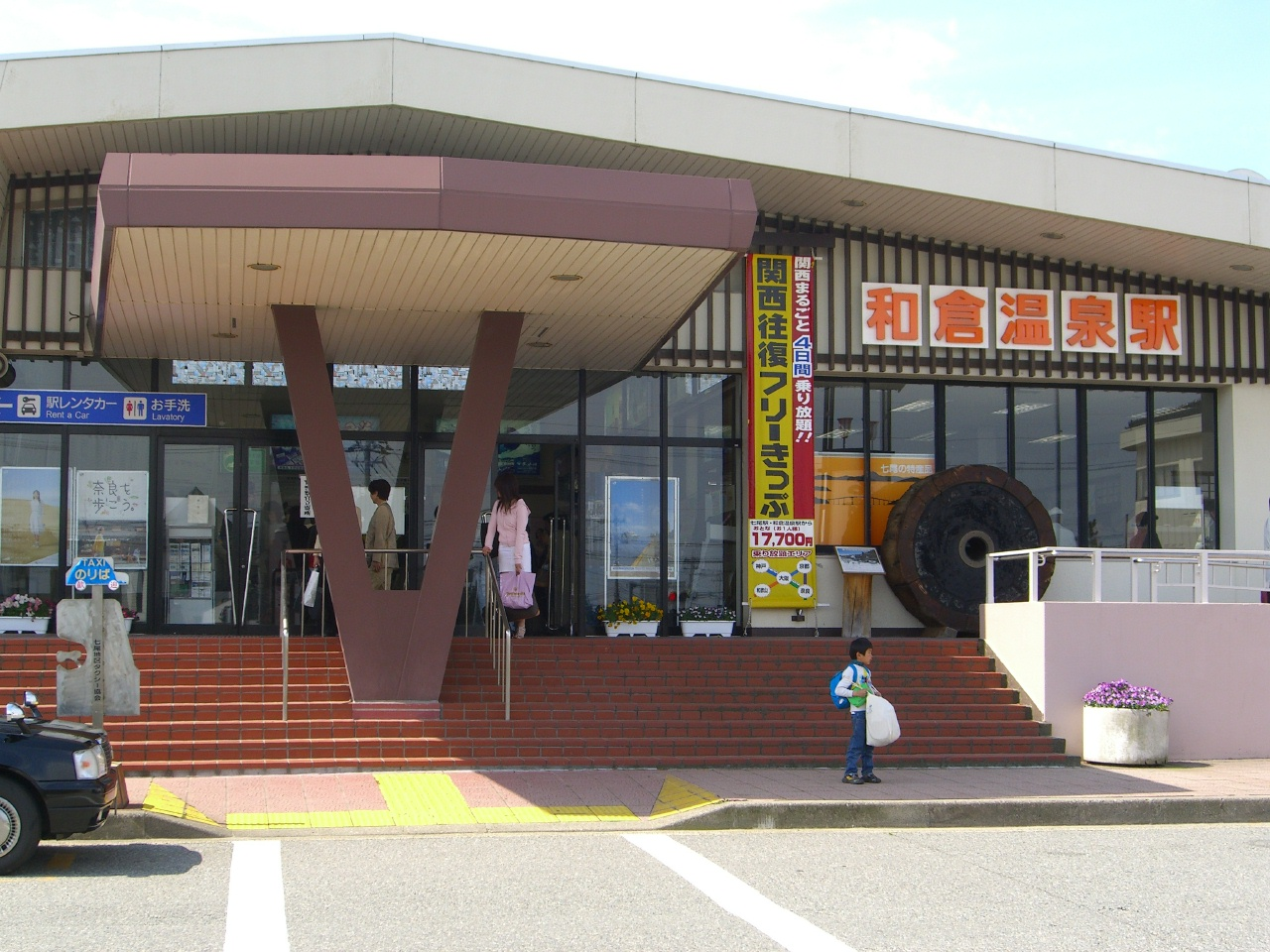
駅入口（改修前）
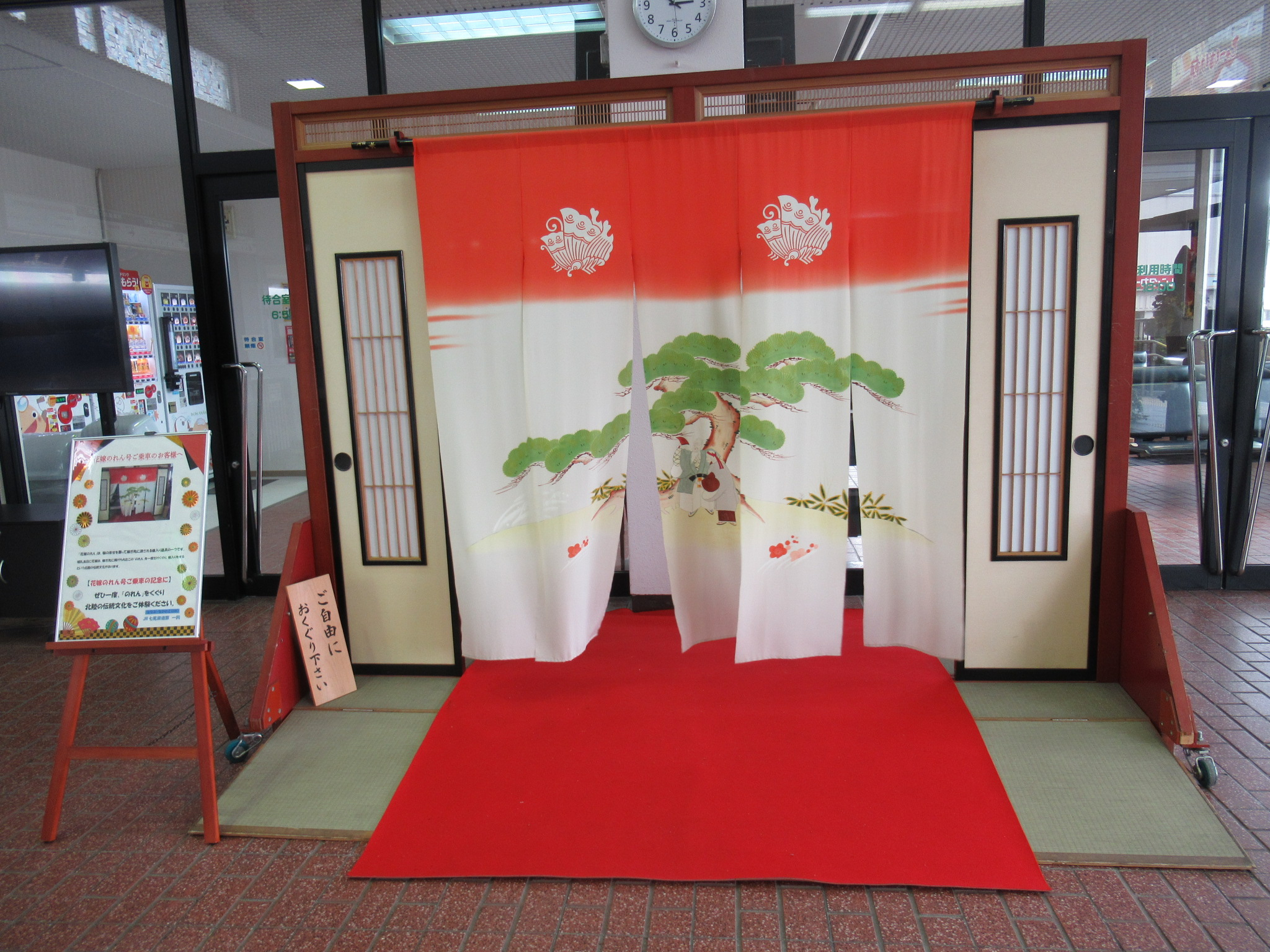
改札前に展示されている「花嫁のれん」
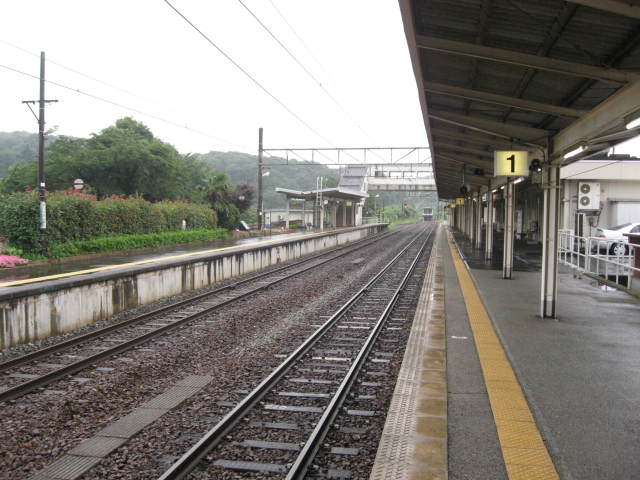
ホーム（2007年8月）
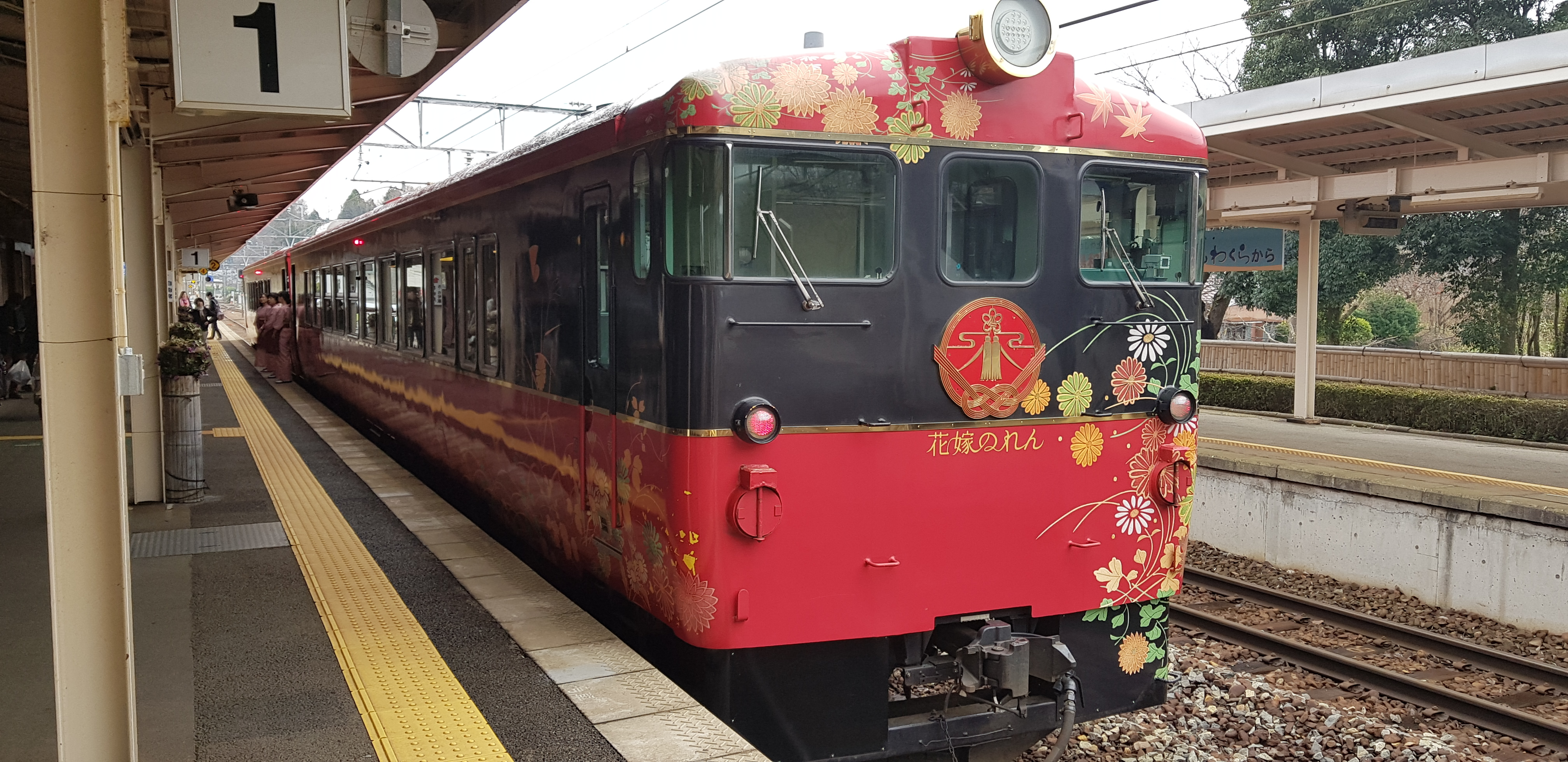
到着する観光列車「花嫁のれん」

## 利用状況
「石川県統計書」によると、近年の1日平均乗車人員は以下の通りである。
| 年度                            | 乗車人員 （人/日） | 乗車人員 （人/日） | 年度 | 乗車人員 （人/日） | 乗車人員 （人/日） | 年度 | 乗車人員 （人/日） | 乗車人員 （人/日） |
| 年度                            | JR西日本           | のと鉄道           | 年度 | JR西日本           | のと鉄道           | 年度 | JR西日本           | のと鉄道           |
| ------------------------------- | ------------------ | ------------------ | ---- | ------------------ | ------------------ | ---- | ------------------ | ------------------ |
|                                 |                    |                    | 2001 | 647                | 416                | 2011 | 382                | 230                |
|                                 |                    |                    | 2002 | 588                | 329                | 2012 | 384                | 230                |
|                                 |                    |                    | 2003 | 546                | 296                | 2013 | 410                | 233                |
|                                 |                    |                    | 2004 | 548                | 290                | 2014 | 422                | 253                |
| 1995                            | 1,033              | 637                | 2005 | 460                | 274                | 2015 | 626                | 263                |
| 1996                            | 959                | 560                | 2006 | 489                | 265                | 2016 | 556                | 212                |
| 1997                            | 875                | 581                | 2007 | 461                | 251                | 2017 | 515                | 205                |
| 1998                            | 751                | 552                | 2008 | 455                | 277                | 2018 | 466                | 194                |
| 1999                            | 708                | 534                | 2009 | 406                | 259                | 2019 | 438                | 200                |
| 2000                            | 704                | 507                | 2010 | 400                | 252                |      |                    |                    |
| 出典：石川県統計書 七尾市統計書 |                    |                    |      |                    |                    |      |                    |                    |

## 駅周辺
駅のロータリーは、石川県道1号七尾輪島線と 石川県道248号和倉和倉停車場線が丁字型に交差する部分にある。石川県道248号和倉和倉停車場線を北に向かい、「和倉温泉東」交差点をさらに進むと 和倉温泉の温泉街に至る。「和倉温泉東交差点」から東に 石川県道47号七尾能登島公園線で能登島大橋をわたると能登島に至る。
また、駅から東には石川県道133号石崎港線が伸びている。
駅北
- 石崎郵便局
- 七尾市立石崎小学校

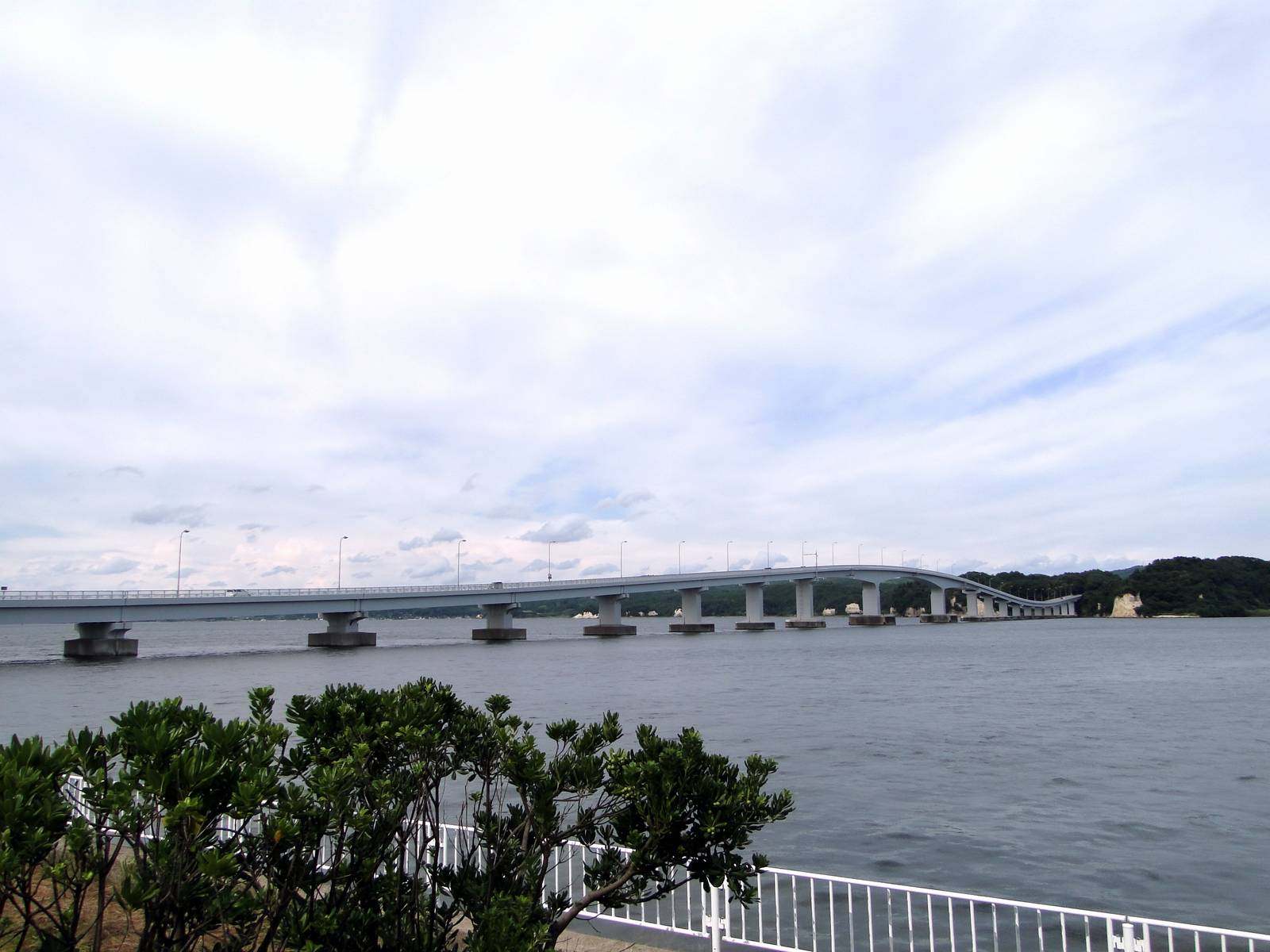
七尾市立能登香島中学校
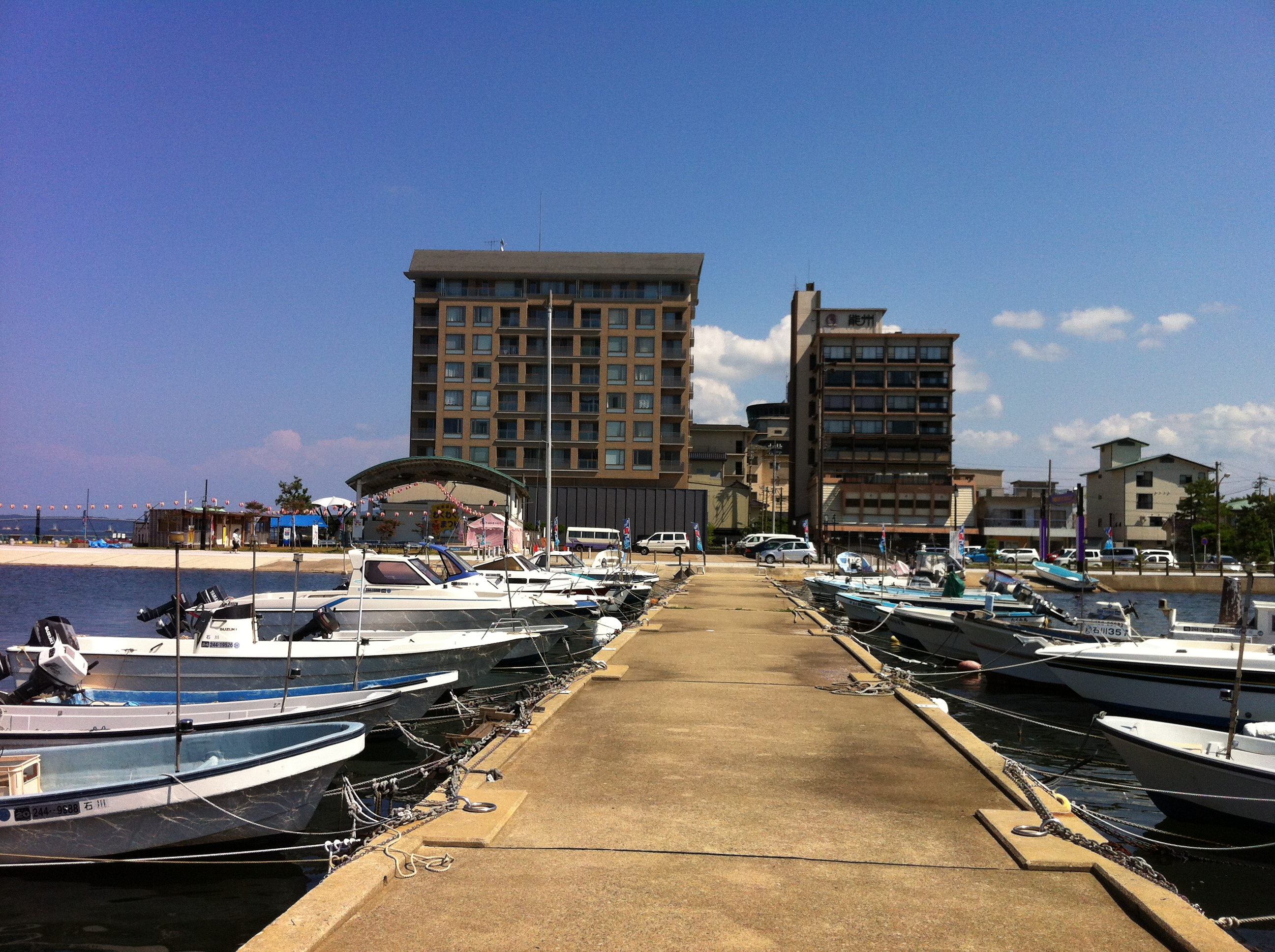
和倉昭和博物館とおもちゃ館
- 和倉温泉お祭り会館
- イソライト珪藻土記念館
- 和倉温泉
- 国道249号
- 能登島大橋

駅南
- 七尾鹿島消防本部和倉消防署
- 和倉ゴルフ倶楽部
- 田鶴浜道路和倉インターチェンジ

- 能登島大橋
- 和倉温泉

## バス路線
駅前に北鉄能登バス・能登島交通・丸一観光の「和倉温泉駅前」バス停がそれぞれ設置されている。
- 北鉄能登バス
  - 高浜線：七尾中学校 / 志賀中学校[40]
  - 和倉線：七尾駅 / 和倉温泉[40][41][注釈 5]

- 能登島交通
  - 曲線：公立能登総合病院 / のとじま臨海公園

- 丸一観光
  - WILLER EXPRESS：バスタ新宿・東京ディズニーランド

## 隣の駅
西日本旅客鉄道（JR西日本）
- 特急「能登かがり火」、「花嫁のれん」発着駅（停車駅は各列車記事を参照）

■七尾線
- 普通列車の設定がないため、施設上の隣の駅を記載する。

七尾駅 - （小島信号場） - 和倉温泉駅
- 打消線は廃止信号場

のと鉄道
■七尾線
七尾駅 - 和倉温泉駅 - 田鶴浜駅